# Rhamphomyia chrysodactyla
Rhamphomyia chrysodactyla är en tvåvingeart som beskrevs av Frey 1950. Rhamphomyia chrysodactyla ingår i släktet Rhamphomyia och familjen dansflugor. Inga underarter finns listade i Catalogue of Life.